# Кызылдаг (Сивас)
Кызылдаг (Северный (Армянский) Тавр, тур. Kızıldağ — красная гора) — горный хребет в Турции. Тянется в направлении с северо-запада на юго-восток на границе илов Сивас и Эрзинджан. Хребет пересекает дорога D 200 (европейский маршрут E88). Высочайшая вершина — гора Кызылдаг высотой 3015 метров над уровнем моря.
В горах Кызылдаг берёт начало река Кызылырмак.